# くじら座イータ星
くじら座η星（くじらざイータせい、η Cet / η Ceti）は、くじら座の恒星で3等星。

## 名称
デネブまたはデネブ・アルゲヌビ (Deneb Algenubi) という固有名を持つ。これらの固有名は、本来β星またはι星に付けられた「怪物の南側の尾」を意味する dahanab qaitus al-janūbi から誤って付けられたものである。